# HKSL9SD
Das SL9SD ist ein Präzisionsgewehr mit integriertem Schalldämpfer von Heckler & Koch, das sich 2007 in der Phase des Truppenversuchs befand. Das SL9SD wurde aus dem SL8, einem Selbstladegewehr für den zivilen Markt, entwickelt, das seinerseits aus dem HK G36 entstand. Bei der Bundeswehr wurde die Waffe, die nie über das Prototypenstadium hinaus kam, nicht beschafft.
Die Waffe verwendet eine neu entwickelte Unterschallmunition im Kaliber 7,62 × 37 mm, um die Wirkung des Schalldämpfers zu maximieren.
Ebenfalls erhältlich ist eine ungewöhnlich lange Picatinny-Schiene, die die Aufnahme größerer Visiere erlaubt.
Diese Waffe ist ein leichtes, kompaktes Selbstladegewehr für den Feldeinsatz und somit als Designated Marksman Rifle konzipiert. In der Bundeswehr wurde auch über eine Einführung des SL9 nachgedacht, um das G3ZF bzw. G3SG1 abzulösen, bevor sich für das G28 auf Basis des HK MR308 entschieden wurde. Das SL9SD ist allerdings auch für den Einsatz bei der Polizei im Gespräch, so führt die GSG9 eine umfassende Erprobung durch.